# Питри, Джефф
Дже́ффри Пи́три (англ. Jeffrey Petry; 9 декабря 1987 года, Анн-Арбор, Мичиган, США) — американский профессиональный хоккеист, защитник клуба НХЛ «Флорида Пантерс».

## Карьера
Джеффри Питри родился 9 декабря 1987 года в Анн-Арборе в спортивной семье — его отец, Дэн Питри, 12 лет отыграл питчером в МЛБ и выиграл Мировую серию 1984 года в составе «Детройт Тайгерс».
Джефф отыграл 3 сезона за студенческую хоккейную команду университета штата Мичиган «Спартанс», главный кампус которого находится в его родном городе. Однако первые успехи защитника в хоккее связаны с командой юниорской Хоккейной лиги США «Де-Мойн Баккэнирс», в составе которой он в 2006 году выиграл главный трофей лиги — Кубок Кларка. В том же году молодой защитник был выбран на драфте НХЛ клубом «Эдмонтон Ойлерз».
В марте 2010 года Джефф Питри подписал с «Нефтяниками» двухлетний контракт новичка. В основном составе защитник дебютировал 28 декабря 2010 года в матче против «Баффало Сейбрз». Уже в следующем сезоне Питри стал постоянным игроком основного состава «Эдмонтона» и закончил сезон с лучшей среди защитников клуба результативностью, набрав в итоге 25 (2+23) очков по системе «гол+пас». В июне 2012 года Джефф продлил соглашение с «Ойлерз», подписав новый двухлетний контракт на 3,4 млн долларов.
2 марта 2015 года «Эдмонтон» обменял Джеффа Питри в «Монреаль Канадиенс» на право выбора во втором и четвёртом раундах  драфта 2015 года. 2 июня 2015 года подписал с «Канадиенс» новый шестилетний контракт. 25 сентября 2020 года подписал с «Канадиенс» новый четырёхлетний контракт на сумму 25 млн долларов В новом сезоне Питри заработал 42 очка и стал вторым по результативности игроком команды после Тайлера Тоффоли. В том сезоне «Канадиенс» пробились в Финал Кубка Стэнли, где проиграли в серии 4-1 клубу «Тампа Бэй Лайтинг».
16 июля 2022 года был обменян в «Питтсбург Пингвинз» вместе с Райаном Полингом на Майкла Мэтсона и выбор на драфте 2023 года.
15 августа 2023 года после череды обменов был обменян в «Детройт Ред Уингз».

## Карьера в сборной
С 2012 года Джефф Питри постоянно вызывался в сборную США и завоевал в её составе бронзовые медали чемпионата мира 2013 года.

## Статистика
| Легенда | Легенда                    | Легенда | Легенда                   | Легенда | Легенда    |
| ------- | -------------------------- | ------- | ------------------------- | ------- | ---------- |
| И       | Количество проведённых игр | Штр     | Штрафное время            | +/−     | Плюс-минус |
| Г       | Голы                       | П       | Голевые передачи          | О       | Очки       |
| -       | Статистика неизвестна      | —       | Статистика не учитывалась |         |            |

## Достижения
- «Де-Мойн Баккэнирс»:

обладатель Кубка Кларка: 2006
- сборная США:

бронзовый призёр чемпионата мира: 2013